# ФК Зира
„Зира“ (на азербайджански: Zirə Futbol Klubu) e азербайджански футболен клуб, наименуван на едноименното предградие Зира на столицата Баку.
Основан е на 28 юли 2014 година. Домакинските си срещи играе на Олимпийски стадион „Зира“ с обща вместимост до 1500 зрители. От 2015 година играе в Премиер лига, най-висшата дивизия на азербайджанския шампионат. Отборът е вицешампион за 2015/16 година. Резервният отбор „Зира-2“ играе в Първа дивизия.

## Стадион
Отборът играе домакинските си срещи играе на Олимпийски стадион „Зира“ в Зира. Арената побира около 1300 зрители. Стадионът се експлоатира от април 2012 г.

## Успехи
- Премиер лига
  -  Вицешампион (3): 2015/16, 2023/24
- Купа на Азербайджан:
  -  Финалист (1): 2023/24

## Евротурнири
| Сезон   | Турнир      | Кръг       | Съперник        | Домакин | Гост | Общ резултат |  |
| ------- | ----------- | ---------- | --------------- | ------- | ---- | ------------ |  |
| 2017/18 | Лига Европа | Първи кръг | Дифердандж 03   | 2:0     | 2:1  | 4:1          |  |
| 2017/18 | Лига Европа | Втори кръг | Астра (Гюргево) | 0:0     | 1:3  | 1:3          |  |